# Seznam skladatelů vážné hudby, Ch
Seznam skladatelů vážné hudby podle abecedy:
A – B –
C – Č –
D – E – 
F – G –
H – Ch –
I – J –
K – L –
M – N –
O – P –
Q – R –
Ř – S –
Š – T –
U – V –
W – X –
Y – Z –
Ž

## Cha
- Emmanuel Chabrier (1841–1894)
- George Whitefield Chadwick (1854–1931)
- Francis Chagrin (1905–1972)
- Jacques Chailley (1910–1999)
- Luciano Chailly (1910–2002)
- David Chaitkin (1938)
- Julius Chajes (1910–1985)
- Zdeněk Chalabala (1899–1962)
- František Chaloupka alias Iszek Baraque (1981)
- Petr Chaloupský (1964)
- Evan Chambers (1963)
- Wendy Mae Chambers (1953)
- Jacques Champion Chambonnieres (1601–1672)
- Cecile Chaminade (1857–1944)
- Claude Champagne (1891–1965)
- Stanislas Champein (1753–1830)
- Ka Nin Chan (1949)
- Wing Wah Chan (1954)
- John Barnes Chance (1932–1972)
- Pei-lun Vicky Chang (1966)
- Francis Changrin (1905–1972)
- Theodore Ward Chanier (1902–1961)
- Ruperto Chapi y Lorente (1851–1909)
- Auguste Chapuis (1858–1933)
- Benoit Charest (1964)
- Gabriel Charpentier (1925–1997)
- Gustave Charpentier (1860–1956)
- Jacques Charpentier (1933)
- Marc-Antoine Charpentier (1643–1704)
- Raymond Charpentier (1880–1960)
- Nicolas-Joseph Chartrain (1740–1793)
- Josef Charvát (1884–1945)
- Abram Chasins (1903–1987)
- Raoul le Chastelain de Couci (nebo Châtelain de Coucy, 1165–1203)
- František Chaun (1921–1981)
- Ernest Chausson (1855–1899)
- Carlos Chavez (1899–1978)
- Flores Chaviano (1948)
- Charles Chaynes (1925)

## Che
- Esprit Philippe Chedeville (1696–1762)
- Nicolas Chedeville (1705–1782)
- Hippolyte-André Chelard (1789–1861)
- Fortunato Chelleri (1690–1757)
- Hans Chemin-Petit (1902–1981)
- Gang Chen (1935)
- Sebastiano Cherici (1642–1703)
- Brian Cherney (1942)
- Edmond-Marie Chérouvrier (1831–1905)
- Luigi Cherubini (1760–1842)
- Charles Cheslock (1898–1981)
- Raymond Chevreuille (1901–1976)

## Chi–Chl
- Pietro Chiarini (?–1765)
- Melchiorre Chiesa (1758–1799)
- Paul Chihara (1938)
- William Child (1606–1697)
- Barney Childs (1926–2000)
- Gordon Shi-Wen Chin (1957)
- Giovanni Chinzer (1700–1749)
- Erik Chisholm (1904–1965)
- Jozef Chládek (1856–1928)
- Osvald Chlubna (1893–1971)
- Rudolf Chlup (1879–1961)

## Chm–Chu
- Jan Václav Chmelenský (1778–1864)
- Josef Chmelíček (1823–1891)
- Vsevolod Chmoulevič (1970)
- Fryderyk Chopin (1810–1849)
- František Xaver Chotek (1800–1852)
- Wen-Chung Chou (1923)
- Jean-Baptiste Chrétien (1728–1760)
- Bernhard Christensen (1906–2004)
- Asger Lund Christiansen (1927–1998)
- Clay Christiansen (1949)
- Henning Christiansen (1932)
- Bjorn Morten Christophersen (1976)
- Petar Christoskov (1917–2006)
- Jani Christou (1926–1970)
- Dimiter Christov (1933)
- Dobri Christov (1875–1941)
- Wanghua Chu (1941)
- Federico Chueca (1846–1908)
- Tigran Chukhadjian (1837–1898)
- Emanuel Chvála (1851–1924)
- Kaj Chydenius (1939)